# Белен (Уругвай)
Белен (исп. Belén) — населённый пункт сельского типа (Pueblo) на северо-западе Уругвая, на территории департамента Сальто.

## География
Населённый пункт находится в северо-западной части департамента, на левом берегу реки Уругвай, на высоте 30 метров над уровнем моря.
Белен расположен на расстоянии приблизительно 67 километров к северо-северо-востоку (NNE) от города Сальто, административного центра департамента и на расстоянии 470 километров к северо-северо-западу (NNW) от Монтевидео, столицы страны. Ближайший гражданский аэропорт расположен в городе Чахари.

## История
Белен был основан 12 января 1860 года.

## Население
По данным переписи 2011 года, население составляло 1 926 человек.
| Год  | Население |
| ---- | --------- |
| 1908 | 1994      |
| 1963 | 2622      |
| 1975 | 2121      |
| 1985 | 1882      |
| 1996 | 2023      |
| 2004 | 2030      |
| 2011 | 1926      |

Источник: Instituto Nacional de Estadística de Uruguay